# أناغينيسي أرتاس
نادي ليفادياكوس لكرة القدم (بالفرنسية: Anagennisi Artas)‏ نادي كرة قدم يوناني يلعب في دوري الدرجة الثالثة . تم تأسيس النادي في سنة 1960 .